# Эренберг, Виктор
Виктор Эренберг (нем. Victor Ehrenberg; 22.11.1891, Альтона, Гамбург — 25.01.1976, Лондон) — немецкий историк античности, специалист по истории Спарты.

## Биография
В годы Первой мировой войны служил на Восточном фронте и был награждён Железным крестом 2 степени.
Учился в Штутгарте, Геттингене, Берлине и Тюбингене. Получил место профессора древней истории в университете Франкфурта-на-Майне. В 1929 году был назначен на должность профессора в немецком университете в Праге.
В 1939 году эмигрировал в Великобританию, первоначально получив грант на год. Через месяц после отъезда семьи из Праги страна была оккупирована (см. Вторая Чехословацкая республика). В Англии он смог продолжить свою академическую карьеру в гг. Ньюкасл-апон-Тайн и Лондоне.
Жена Ева (урожд. Соммер/Зоммер (Sommer), 1891—1964), сыновья Джеффри и Льюис Элтоны. Джеффри Элтон также стал историком.
Оставил мемуары, также их оставила его супруга.
Его монография «Софокл и Перикл» («Sophocles and Pericles») посвящена доказательству того, что по крайней мере в области мировоззрения Перикл и Софокл были антиподами, что, как отмечает И. Е. Суриков, он убедительно в ней показал.

## Книги
- Ost und West. Studien zur geschichtlichen Problematik der Antike. — Brno, 1935.
- Alexander and the Greeks. — Oxford: Blackwell, 1938.
- The people of Aristophanes. — Oxford: Blackwell, 1943.
- Der Staat der Griechen. 2., expanded edition. Artemis, Zürich and Stuttgart 1965. (Translated into English as The Greek State, 2nd ed., Meuthen 1969)
- Polis und Imperium. Beiträge zur Alten Geschichte. Hrsg. v. K. F. Stroheker and A.J. Graham. Artemis, Zürich and Stuttgart 1965.
- From Solon to Socrates. Greek history and civilization during the sixth and fifth centuries B. C.. Methuen, London 1968 and Nachdrucke, ISBN 0-415-04024-8
- Personal Memoirs. — Privately Published, 1971..
- Man, State and Deity: Essays in Ancient History. — London: Methuen, 1974.